# Haploa confinis
Haploa confinis är en fjärilsart som beskrevs av Walker 1855. Haploa confinis ingår i släktet Haploa och familjen björnspinnare. Inga underarter finns listade i Catalogue of Life.